# Ongal Peak
Ongal Peak (in lingua bulgara: връх Онгъл, Vrach Ongal) è un aguzzo picco coperto di ghiaccio, alto 1.149 m, situato nel Levski Ridge, nei Monti Tangra dell'Isola Livingston, nelle Isole Shetland Meridionali, in Antartide. Il monte si staglia sulla Shipka Valley a nord-nordovest e sul Ghiacciaio Huron e su suoi tributari a nord-nordest. La prima ascensione fu effettuata il 21 dicembre 2004 dal bulgaro Lyubomir Ivanov, partito dal Campo Accademia.
La denominazione è stata assegnata in onore della regione storica di Ongal, che faceva parte del Primo Impero bulgaro, situata nel Delta del Danubio sul Mar Nero, dove si svolse la Battaglia di Ongal.

## Localizzazione
Il picco è situato 520 m a nord del Levski Peak, 1,76 km a sudest del Zograf Peak, 1,19 km sud del Ravda Peak, 650 m a sud del Komini Peak, 2,44 km a ovest-sudovest del Plana Peak (rilevazione topografica bulgara Tangra 2004/05, mappatura bulgara del 2005, 2009 e 2017).

## Mappe
- South Shetland Islands. Scale 1:200000 topographic map. DOS 610 Sheet W 62 60. Tolworth, UK, 1968.
- Islas Livingston y Decepción.  Mapa topográfico a escala 1:100000.  Madrid: Servicio Geográfico del Ejército, 1991.
- L.L. Ivanov et al., Antarctica: Livingston Island, South Shetland Islands (from English Strait to Morton Strait, with illustrations and ice-cover distribution), 1:100000 scale topographic map, Antarctic Place-names Commission of Bulgaria, Sofia, 2005
- L.L. Ivanov. Antarctica: Livingston Island and Greenwich, Robert, Snow and Smith Islands. Scale 1:120000 topographic map. Troyan: Manfred Wörner Foundation, 2010. ISBN 978-954-92032-9-5 (First edition 2009. ISBN 978-954-92032-6-4)
- Antarctic Digital Database (ADD). Scale 1:250000 topographic map of Antarctica. Scientific Committee on Antarctic Research (SCAR), 1993–2016.
- L.L. Ivanov. Antarctica: Livingston Island and Smith Island. Scale 1:100000 topographic map. Manfred Wörner Foundation, 2017. ISBN 978-619-90008-3-0